# Playa de Bertha

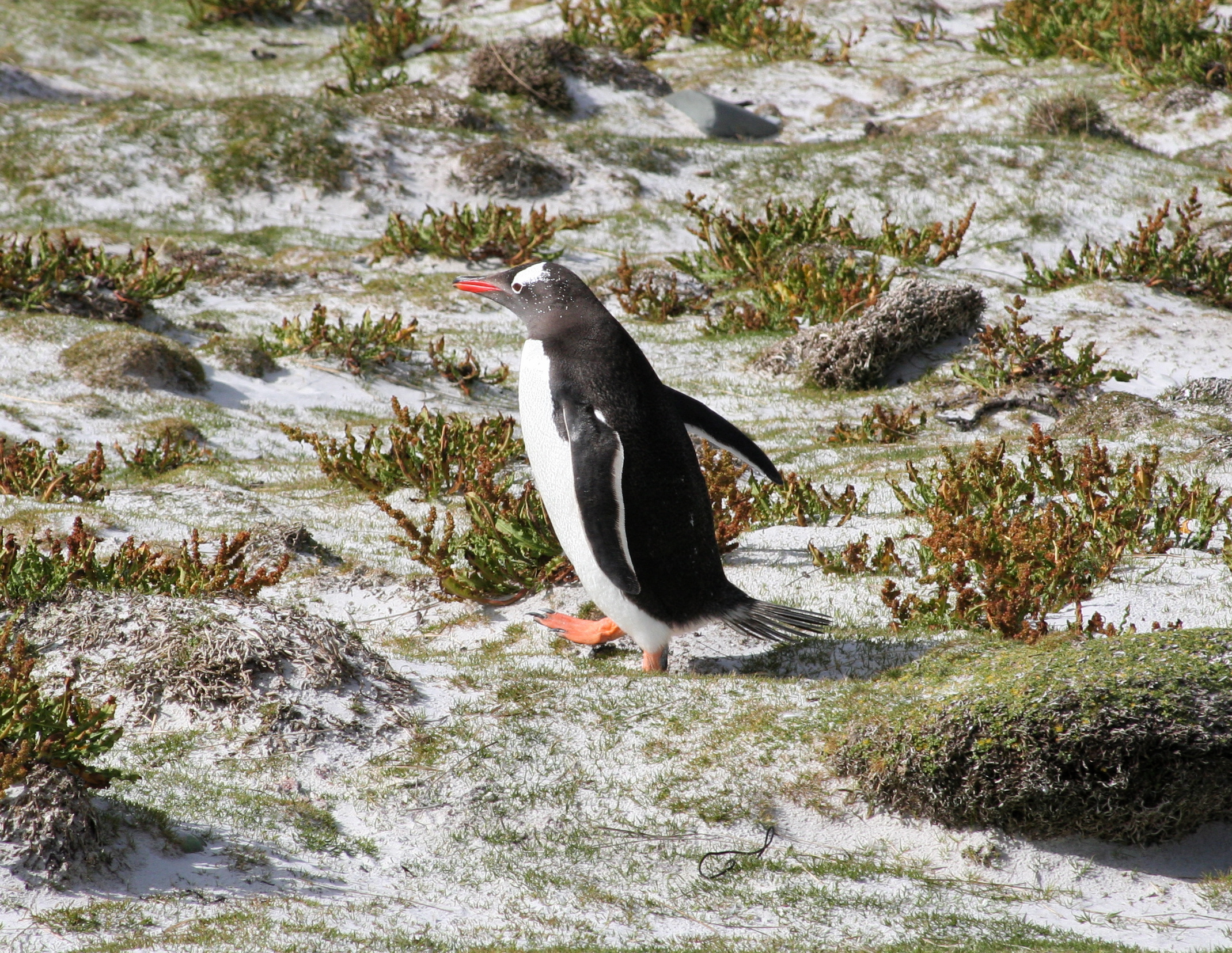
Un pingüino papúa retornando a su colonia.

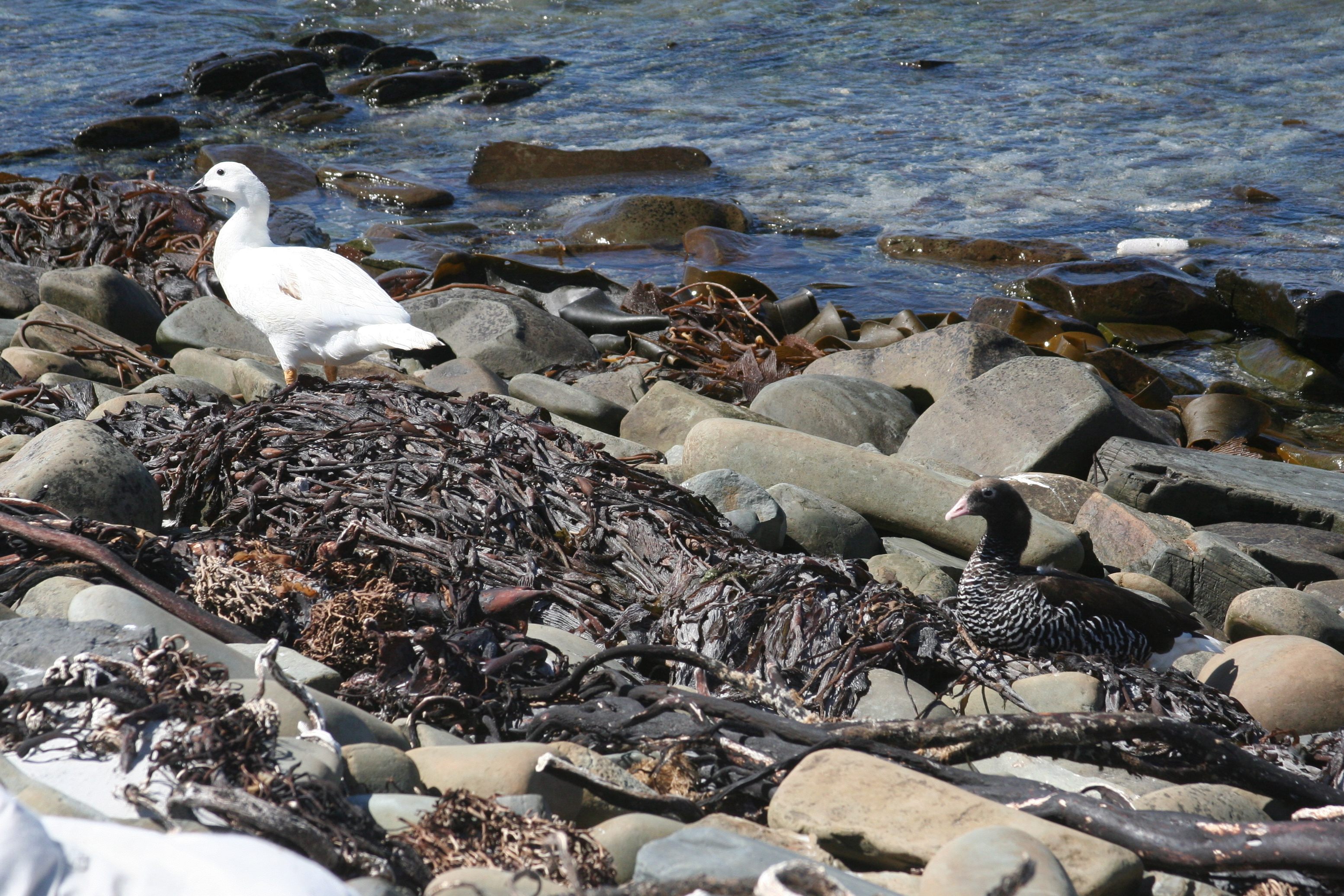
Un caranca macho y otro femenino en la playa.

La playa de Bertha (en inglés: Bertha's Beach) es un área importante de aves que comprende 3.300 hectáreas de humedales costeros en la entrada del seno Choiseul, en la costa este de la isla Soledad, en las Islas Malvinas. Se encuentra a unos 8 km al sureste de la Base Aérea de Monte Agradable ya 40 km al suroeste de Puerto Argentino/Stanley. Se ha identificado por BirdLife International como un Área Importante para las Aves por su significativa variedad de aves zancudas migratorias y otras aves acuáticas. Es reconocido como un humedal de importancia internacional.

## Descripción
El sitio comprende la costa y su zona de influencia inmediata de la punta Fox a la playa de Bertha. Contiene el típico hábitat de humedales costeros de Malvinas, con una playa de arena blanca, dunas costeras, brezales marítimos, lagunas de agua dulce y lagunas salobres. La tierra detrás de la playa de Bertha está dominada por llanuras de Cortaderia pilosa. El noreste de la playa de Bertha es una gran área de tierras bajas costeras con islas y promontorios, con lechos de algas marinas que se extienden hasta 4 km de la costa.

## Flora y fauna
Algunas 77 especies de plantas con flores se han registrado aquí. También hay una colonia de lobos marinos sudamericanos y delfines australes a menudo son vistos desde la playa.

### Aves
Las aves para las que el sitio es de importancia para la conservación incluyen patos vapor malvineros, cauquenes colorados, pingüinos papúa (500 pares), pingüinos magallánicos y yales austral. También hay aves migratorias y acuáticas.